# Jack Riggs
Jack Riggs, född 1954 i Coeur d'Alene, Idaho, är en amerikansk republikansk politiker, läkare och affärsman. Han var Idahos viceguvernör 2001–2003. Han har arbetat som läkare i Coeur d'Alene samt som verkställande direktör för Pita Pit USA.
Riggs utexaminerades 1976 från University of Idaho och avlade 1980 läkarexamen vid University of Washington.